# Catherine de France (1401-1437)
Pour les articles homonymes, voir Catherine de France et Catherine de Valois.
Catherine de France, ou Catherine de Valois, née le 27 octobre 1401 à Paris et morte le 3 janvier 1437 à Londres, est une des filles du roi Charles VI de France et d'Isabeau de Bavière. Elle est reine d'Angleterre par son mariage avec le roi Henri V. Dès son enfance, Catherine suscite l'intérêt d'Henri V d'Angleterre, qui négocie longuement avec Charles VI le montant de sa dot ainsi que la cession de certaines terres à l'Angleterre. Toutefois, les exigences anglaises sont jugées irréalistes, précipitant la reprise de la guerre de Cent Ans en 1415. Après plusieurs succès militaires et des dissensions entre Armagnacs et Bourguignons, Henri V réitère sa demande de mariage en 1419.
En vertu du traité de Troyes signé en 1420, Catherine épouse Henri V, qui doit hériter du trône de France à la mort de Charles VI. Pourtant, Henri V et Charles VI meurent l'un après l'autre à moins de deux mois d'intervalle en 1422, ce qui rend difficile l'application de la double monarchie franco-anglaise en la personne du jeune Henri VI, fils de Catherine et d'Henri V. Catherine ne joue aucun rôle politique pendant le règne de son fils et se remarie secrètement, malgré l'interdiction des régents d'Henri VI, avec Owen Tudor entre 1428 et 1432. Retirée de la cour de son fils, Catherine de France meurt en 1437, après avoir donné plusieurs enfants à son second époux, dont Edmond Tudor, père du futur roi Henri VII.

## Biographie

### Enfance et projets de mariage
Catherine de France est la sixième fille et le dixième enfant de Charles VI de France et de son épouse Isabeau de Bavière. Elle voit le jour le 27 octobre 1401 à l'Hôtel Saint-Pol à Paris. À sa naissance, son père est sujet depuis 1392 à des crises de folie récurrentes, qui l'éloignent progressivement des affaires gouvernementales et le contraignent à déléguer son pouvoir à un conseil de régence. Contrairement à des rumeurs accusant Isabeau de Bavière d'avoir négligé ses enfants, les historiens modernes démontrent en réalité qu'elle est restée proche de ces derniers pendant leur enfance : elle les fait voyager avec elle, leur achète des présents et des textes de dévotion et fait en sorte que ses filles soient éduquées. Pour sa part, Catherine est envoyée pendant son enfance auprès de sa sœur aînée Marie, nonne bénédictine au prieuré Saint-Louis de Poissy depuis 1397, afin de parfaire son éducation. Enfin, Isabeau maintient des correspondances étroites avec ses filles après leurs mariages, dont Catherine,.
L'intérêt que peut apporter la main de Catherine se manifeste très tôt. Ainsi, dès le 18 juin 1403, alors qu'elle a seulement un an et demi, elle est fiancée à son cousin Charles de Bourbon, petit-fils du duc Louis II de Bourbon. Toutefois, le projet est rapidement abandonné, pendant qu'Isabeau de Bavière recherche un parti plus intéressant pour sa dernière fille. Depuis l'avènement d'Henri IV d'Angleterre en 1399, les relations franco-anglaises se sont aggravées et, dans le but de les assouplir, ce dernier propose à plusieurs reprises que la sœur aînée de Catherine, Isabelle, épouse son fils aîné et héritier, le futur Henri V. L'offre est systématiquement rejetée par Charles VI, mais, en dépit du mariage d'Isabelle avec Charles d'Orléans le 29 juin 1406, Henri IV propose en 1408 qu'une autre fille du roi de France soit choisie. Finalement, en 1409, les discussions d'une alliance matrimoniale entre la France et l'Angleterre mentionnent Catherine pour la toute première fois, mais elles n'aboutissent à aucun résultat.
Le projet n'est pas pour autant abandonné et, après la mort d'Henri IV en 1413, son successeur entreprend des négociations de mariage plus sérieuses. Mais dès le début des discussions, les exigences d'Henri V se révèlent colossales. En effet, les émissaires anglais envoyés en avril 1414 auprès de Charles VI réclament une dot de deux millions de couronnes et comprenant comme territoires la Normandie, la Touraine, l'Anjou et la Guyenne. Le roi de France s'oppose à ces demandes faramineuses et propose une dot de 600 000 couronnes avec une suzeraineté anglaise agrandie en Guyenne. En février 1415, un portrait de Catherine est envoyé à Henri V, pendant la poursuite des négociations, mais le roi d'Angleterre refuse de modérer ses exigences. Finalement, les discussions sont rompues en juillet 1415 et, le 13 août suivant, Henri V débarque avec une petite armée en Normandie et conquiert Harfleur, avant d'infliger une cuisante défaite à la France lors de la bataille d'Azincourt, le 25 octobre 1415.

### Mariage avecHenriVd'Angleterre
L'invasion anglaise survient pendant la guerre civile entre Armagnacs et Bourguignons, qui paralyse le royaume entre les partisans de Bernard VII d'Armagnac et ceux de Jean Ier de Bourgogne. Hésitant entre une alliance avec les Armagnacs ou les Bourguignons, Isabeau de Bavière rallie définitivement ces derniers lorsque les Armagnacs l'écartent du pouvoir et la mettent aux arrêts à Tours à l'été 1417. En novembre de la même année, la reine est délivrée par le duc de Bourgogne et lui abandonne sa position de régente. À la suite des succès des Anglais qui assiègent à présent Rouen, Isabeau et Jean Ier de Bourgogne entament des négociations en octobre 1418 avec Henri V et envisagent de lui faire épouser Catherine. Le 2 juin 1419 a lieu à Meulan une première rencontre entre Henri V et Catherine, accompagnée de sa mère et du duc de Bourgogne : le roi d'Angleterre embrasse galamment les mains de la reine de France et de sa fille, mais ne renonce pas pour autant aux exigences qu'il avait formulées en 1414. Visiblement impressionné par la beauté de Catherine de France, Henri V lui envoie en août 1419 des bijoux d'une valeur de 100 000 écus, mais ceux-ci sont saisis et confisqués par le dauphin Charles, frère cadet de Catherine et nouveau chef des Armagnacs.
Les exigences d'Henri V inquiètent toutefois Jean Ier de Bourgogne, qui interrompt ses tractations avec lui et entame des discussions avec le dauphin Charles, dans l'espoir de mettre fin au conflit avec les Armagnacs. Une première rencontre entre les deux hommes aboutit à la paix du Ponceau le 11 juillet 1419, mais lors de la rencontre suivante organisée à Montereau le 10 septembre 1419, les partisans du dauphin prennent ombrage de l'insolence du duc de Bourgogne et en profitent pour l'assassiner au cours d'une mêlée houleuse. La rupture entre Armagnacs et Bourguignons devient totale après cet assassinat : le fils et successeur de Jean Ier de Bourgogne, Philippe III, reprend immédiatement les négociations avec Henri V, tandis que Charles VI et Isabeau de Bavière dénoncent les actions de leur fils, le déshéritent de la succession au trône en raison de ses « crimes énormes » et lui font savoir qu'il s'est « rendu indigne de succéder au trône ou à tout autre titre ». Conseillée par Philippe III de Bourgogne, Isabeau de Bavière signe le 2 décembre 1419 un accord avec Henri V à Arras, en vertu duquel elle consent à lui faire épouser sa fille Catherine. Le 25 du même mois, le roi d'Angleterre et le duc de Bourgogne s'allient à Rouen pour combattre conjointement le dauphin.
Les négociations entre Henri V et Isabeau de Bavière se poursuivent pendant les mois suivants et aboutissent finalement au traité de Troyes. Signé le 21 mai 1420 par le roi d'Angleterre et la reine de France au nom de son époux, ce traité prive le dauphin Charles de ses droits à la succession au trône de France pour avoir manigancé l'assassinat de Jean Ier de Bourgogne et confère son statut d'héritier à Henri V, à condition qu'il épouse Catherine de France. En vertu des termes du traité, Charles VI demeure roi de France pour le restant de ses jours, mais Henri V conserve le contrôle des territoires qu'il a conquis en Normandie et officie comme régent du royaume au nom de son beau-père. Le projet d'une double monarchie franco-anglaise voit ainsi le jour. Fiancée avec le roi d'Angleterre le jour même de la signature du traité de Troyes, Catherine l'épouse le 2 juin suivant à l'église Saint-Jean-du-Marché de Troyes et reçoit une dot de 40 000 écus. Les hostilités avec le dauphin se poursuivent cependant : Catherine accompagne ainsi son nouvel époux lors de la reddition de Sens le 11 juin, puis demeure avec ses parents à Bray et à Corbeil pendant qu'Henri V assiège Melun, qui ne capitule que le 17 novembre 1420. Le roi d'Angleterre la visite toutefois fréquemment pendant les opérations militaires.

### Reine d'Angleterre
Le 1er décembre 1420, les rois de France et d'Angleterre entrent en triomphe à Paris, sous les acclamations de la population. Le lendemain, leurs épouses respectives reçoivent le même accueil. Pendant que Charles VI et Isabeau de Bavière s'établissent à l'Hôtel Saint-Pol, Henri V et Catherine célèbrent en grande pompe Noël au Palais du Louvre, puis quittent Paris le 27 décembre, arrivent à Rouen le 31 et retournent en Angleterre le 1er février 1421, en transitant auparavant via Amiens, puis Calais. Débarqué à Douvres le même jour, le couple atteint Londres le 21 février, où il est reçu avec tous les honneurs. Deux jours plus tard, Catherine est couronnée reine d'Angleterre par Henry Chichele, archevêque de Canterbury, à l'abbaye de Westminster au cours d'une cérémonie glorieuse. Le couronnement est suivi d'un banquet somptueux tenu au Palais de Westminster, où sont servis des poissons et des crustacés malgré le Carême. Afin d'attirer l'attention des personnalités présentes sur sa nouvelle épouse, Henri V s'absente de la cérémonie. Pendant le banquet, Catherine de France est assise à côté d'Henri Beaufort, évêque de Winchester, et de Jacques Ier d'Écosse, en captivité en Angleterre depuis 1406 mais à présent davantage considéré comme un invité que comme un otage.
Henri V décide ensuite d'emmener son épouse dans le Nord de l'Angleterre afin de la présenter à ses sujets et de collecter de nouveaux fonds pour ses campagnes à venir contre le dauphin Charles. Le couple royal se retrouve au château de Kenilworth le 15 mars 1421, célèbre Pâques à Leicester le 23 mars, puis se rend à York le 2 avril en passant par Nottingham et Pontefract, avant de faire demi-tour et de s'arrêter à Lincoln le 15 avril. Au cours de leur circuit, Henri et Catherine visitent de nombreux lieux de pèlerinage. De retour à Londres au mois de mai, Henri V quitte son épouse le 10 juin suivant pour retourner en France, afin de poursuivre les combats contre le dauphin, qui vient de remporter le 22 mars précédent une victoire à la bataille de Baugé lors de laquelle Thomas, duc de Clarence et frère cadet d'Henri V, a été tué. Catherine de France demeure quant à elle en Angleterre et accouche le 6 décembre 1421 au château de Windsor d'un garçon, immédiatement baptisé sous le nom d'Henri. Pendant l'absence de son époux d'Angleterre, Catherine accorde l'asile à Jacqueline de Hainaut, qui cherche à échapper à l'emprise des alliés de Philippe III de Bourgogne, et favorise l'année suivante son mariage avec Humphrey, duc de Gloucester et frère d'Henri V.
Après avoir donné naissance à son fils, Catherine de France reçoit bientôt des nouvelles de son époux, qui requiert sa présence à ses côtés. Au début du mois de mai 1422, elle laisse son enfant sous la garde d'Humphrey, duc de Gloucester, et débarque à Harfleur avec Jean, duc de Bedford et autre frère d'Henri V, à la tête de 20 000 soldats. La reine d'Angleterre et son beau-frère s'installent le 14 mai à Rouen, puis atteignent Vincennes le 26 du même mois, où Catherine retrouve ses parents et son époux. Les deux couples s'établissent le 30 mai à Paris, où ils célèbrent la Pentecôte lors de somptueuses festivités auxquelles Charles VI n'assiste pas, vraisemblablement en raison de son état de santé. Son absence et l'arrogance affichée des Anglais irritent les Parisiens à cette occasion. Le 11 juin, le roi et la reine d'Angleterre visitent la basilique Saint-Denis, puis poursuivent leur route vers Senlis. Toutefois, la dysenterie qu'Henri V a contractée au cours du siège de Meaux s'aggrave et l'affaiblit progressivement. Alors que son époux agonise à Vincennes et ajoute des codicilles à son testament, Catherine demeure à Senlis, probablement à sa demande, et apprend son trépas le 31 août 1422. Leur fils est immédiatement proclamé roi d'Angleterre sous le nom d'Henri VI.

### Veuvage
Catherine de France, accompagnée des membres de la cour présents à la mort d'Henri V à Vincennes, escorte le cortège funèbre de son défunt époux, qui atteint Rouen le 24 septembre 1422, puis est acheminé vers Calais via Abbeville, Hesdin et Montreuil. La dépouille du roi défunt est embarquée pour l'Angleterre et des funérailles pompeuses en son honneur ont lieu en l'abbaye de Westminster le 7 novembre. Plus tard, Catherine fait ériger un magnifique portrait en argent sur la tombe de son époux. Entretemps, le 21 octobre, Charles VI s'éteint à l'Hôtel Saint-Pol à Paris et son petit-fils Henri VI, âgé de dix mois, est proclamé roi de France pour lui succéder, bien que le dauphin Charles, réfugié à Bourges, s'autoproclame roi sous le nom de Charles VII en apprenant la mort de son père : en vertu des lois fondamentales du royaume, Charles VII souligne que le roi de France appartient à la couronne, et non l'inverse, et proclame que la couronne est indisponible, ce qui signifie qu'il n'appartient pas au roi ou à un conseil de désigner son successeur, mais qu'elle se transmet par la simple force de la coutume, et que le roi n'a pas le pouvoir de la céder ou de l'engager à une puissance étrangère, comme Charles VI l'a lui-même fait en approuvant le traité de Troyes en 1420.
Le 5 décembre 1422, les dernières volontés d'Henri V sont examinées par le Parlement d'Angleterre, qui y apporte quelques modifications. Une double régence est instituée : Jean, duc de Bedford, reçoit la garde du jeune Henri VI et est chargé de mener la guerre en France contre Charles VII, tandis que Humphrey, duc de Gloucester, doit conduire le gouvernement de l'Angleterre en son absence avec le titre de Lord Protecteur. Quant à Catherine, le testament de son défunt époux lui accorde plusieurs domaines en Angleterre comme douaire, mais elle se voit refuser toute participation au gouvernement de son fils. Elle s'occupe toutefois de son éducation, même si elle n'est mentionnée principalement que pour des tâches représentatives, notamment lors de l'ouverture de plusieurs Parlements : ainsi, elle porte sur ses genoux le jeune roi lors de l'ouverture du 20 octobre 1423 et l'accompagne dans la procession solennelle à la cathédrale Saint-Paul de Londres précédant celle du 30 avril 1425. Catherine de France ne demeure pas moins une personnalité influente à la cour, où elle réside au moins jusqu'en 1429, puisqu'elle reçoit Jacques Ier d'Écosse en son château de Hertford à la Noël 1423 et tente de réconcilier les ducs de Bedford et de Gloucester lors de leur conflit l'année suivante.
Cependant, Catherine de France acquiert bientôt une réputation sulfureuse, ce qui explique pourquoi Walter Hungerford, chargé en vertu du testament d'Henri V de veiller sur son fils et successeur, est déchargé de cette fonction dès le 18 février 1423 : en effet, en autorisant Catherine à demeurer auprès de son fils, les régents s'assurent de la surveiller plus étroitement et de juguler son influence. Dès 1425, des rumeurs font état d'une possible relation de la reine douairière avec le jeune Edmond Beaufort, neveu du prélat Henri Beaufort. Mais un tel mariage est vivement opposé par le duc de Gloucester, qui s'inquiète de l'influence croissante des Beaufort. L'année suivante, le Parlement propose de voter une loi permettant aux reines douairières de se remarier selon leur choix en échange du paiement d'une amende : cette proposition vise tacitement Catherine. Néanmoins, en 1427, le duc de Gloucester fait adopter par le Parlement une loi interdisant fermement le remariage des reines douairières sans le consentement du conseil royal ou celui du roi, si ce dernier est majeur. En cas d'infraction, le nouvel époux de la reine douairière doit être dépossédé de ses biens, mais aucune disposition n'est prise pour le cas où des enfants naîtraient de ce remariage non autorisé.

### Remariage avec Owen Tudor et mort
Faisant fi de cette législation, Catherine épouse entre 1428 et 1432 le Gallois Owain ap Maredudd ap Tudur, anglicisé en Owen Tudor, après avoir entretenu avec ce dernier une relation au château de Windsor. Les détails de leur rencontre sont incertains : selon certains chroniqueurs, la reine aurait rencontré ce jeune courtisan lorsque ce dernier aurait dansé ivre devant la cour et serait tombé devant elle ; selon d'autres, elle l'aurait regardé nager avec ses dames de compagnie ; enfin, il aurait été d'abord au service de Walter Hungerford en France en 1421, avant d'être transféré pour officier dans la garde-robe de la reine. Une théorie prétendrait même que la relation de Catherine et d'Edmond Beaufort n'aurait jamais cessé, et qu'Owen Tudor n'aurait servi d'époux à la reine douairière que pour éviter à Edmond d'être privé de ses biens en vertu de la décision parlementaire prise en 1427. Le mariage morganatique de Catherine et d'Owen est connu à la cour en mai 1432, date à laquelle ce dernier acquiert les droits d'un Anglais et n'est plus soumis aux Penal Laws against Wales de 1402. Bien que le mariage ne soit rendu public qu'après la mort de Catherine, sa validité et la légitimité des enfants qui en sont issus n'ont cependant jamais été contestées par un tribunal ecclésiastique.
Retirée à la fin de l'année 1436 à l'abbaye de Bermondsey, Catherine de France y meurt le 3 janvier 1437. La cause de son décès demeure incertaine : soit elle a été affaiblie par ses grossesses successives, soit elle est décédée d'une autre maladie, peut-être atteinte de la fragilité congénitale qui a frappé plusieurs de ses ascendants, en particulier son père Charles VI. Ayant rédigé son testament deux jours avant son décès, elle n'y mentionne que son fils Henri VI et ne fait aucune allusion à Owen Tudor ou aux enfants qu'elle a eus de son second mariage. Son livre d'heures, qu'elle a probablement écrit elle-même, a été conservé. Après son trépas, Owen Tudor se retrouve privé de sa protection et est poursuivi pour avoir violé la loi de 1427 concernant le remariage des reines douairières. Se présentant devant le conseil royal, il est arrêté et emprisonné à Newgate, dont il tente de s'échapper au début de 1438, puis au château de Windsor à compter de juillet 1438. Finalement, il est libéré contre le paiement d'une amende de 2 000 livres, mais est gracié en novembre 1439 et son amende est annulée peu après. Owen Tudor reçoit ensuite la faveur d'Henri VI, avant d'être exécuté en 1461 par le futur Édouard IV après la bataille de Mortimer's Cross, lors de la guerre des Deux-Roses.
Le corps de Catherine de France est déposé dans la chapelle Sainte-Catherine près de la Tour de Londres, puis transféré à la cathédrale Saint-Paul et inhumé en février 1437 dans la future chapelle Henri VII de l'abbaye de Westminster. Son fils Henri VI lui fait construire une tombe en albâtre, dont l'épitaphe ne mentionne pas son mariage avec Owen Tudor. Plus tard, son petit-fils Henri VII lui fait don d'une nouvelle tombe avec une inscription mentionnant dûment ce mariage. Lorsque la chapelle Henri VII a été reconstruite vers 1503, son corps, qui n'était que vaguement enveloppé, a été inhumé à côté de la tombe de son premier époux, Henri V : il est possible qu'Henri VII ait ordonné ce transfert afin de se distancer de son ascendance illégitime, étant un petit-fils de Catherine par son second mariage avec Owen Tudor. Le 23 février 1669, le diariste Samuel Pepys embrasse la momie de Catherine de France sur la bouche, lors d'une visite dans l'abbaye. Ce n'est qu'en 1878, sous le règne de Victoria, que le corps de Catherine est déplacé vers son emplacement définitif, situé sous une dalle d'autel en marbre dans la chapelle votive d'Henri V. Une effigie funéraire en bois utilisée lors de sa première inhumation est exposée au musée de l'abbaye de Westminster.

## Descendance
De son premier mariage avec Henri V d'Angleterre, célébré le 2 juin 1420 à Troyes, Catherine de France n'a qu'un enfant :
- Henri VI (6 décembre 1421 – 21 mai 1471), roi d'Angleterre du 31 août 1422 au 4 mars 1461, puis du 3 octobre 1470 au 11 avril 1471, et roi titulaire de France du 21 octobre 1422 au 19 octobre 1453, épouse le 23 avril 1445 Marguerite d'Anjou, d'où postérité (Édouard de Westminster).

De son second mariage avec Owen Tudor, célébré à une date inconnue entre 1428 et mai 1432, elle a au moins trois enfants :
- Edmond (11 juin 1430 – 3 novembre 1456), comte de Richmond, épouse le 1er novembre 1455 Marguerite Beaufort, d'où postérité (le futur Henri VII) ;
- Jasper (novembre 1431 – 21 décembre 1495), comte de Pembroke et duc de Bedford, épouse le 7 novembre 1485 Catherine Woodville, d'où postérité ;
- Marguerite (1436 – en bas âge), sans alliance, ni postérité.

D'autres enfants seraient nés de cette seconde union, mais leur existence demeure incertaine :
- Owen (vers 1429 – 1501 ou 1502), moine à l'abbaye de Westminster, aussi appelé Thomas ou Édouard ;
- Jacinte (vers 1433 – 1469), épouse Reginald Grey, baron Grey de Wilton ;
- Une fille (vers 1435 – date inconnue), nonne.

## Postérité artistique
Dans la pièce Henri V de William Shakespeare, écrite vers 1599, Catherine de France apparaît dans l'acte V, alors que les Anglais et les Français négocient le traité de Troyes, et qu'Henri V tente de courtiser la princesse française. Aucun des deux ne parle bien la langue de l'autre, mais l'humour de leurs erreurs aide Henri à atteindre son but. Dans les adaptations cinématographiques de Laurence Olivier en 1944, de Kenneth Branagh en 1989, de Thea Sharrock en 2012 et de David Michôd en 2019, le rôle de Catherine est respectivement tenu par Renée Asherson, Emma Thompson, Mélanie Thierry et Lily-Rose Depp.
D'autres œuvres littéraires la font figurer : The Queen and the Welshman de Rosemary Anne Sisson, pièce écrite en 1957 ; Fortune Made His Sword de Martha Rofheart, roman paru en 1972 ; Crown in Candlelight de Rosemary Hawley Jarman, paru en 1978 ; The Queen's Secret de Jean Plaidy, paru en 1989 ; The Boy's Tale de Margaret Frazer, paru en 1995 ; The Lily and the Dragon de Dedwydd Jones, paru en 2002 ; Blood Royal/The Queen's Lover de Vanora Bennett, paru en 2009 ; The Agincourt Bride de Joanna Hickson, paru en 2013 ; The Forbidden Queen d'Anne O'Brien, paru en 2013 ; et Root of the Tudor Rose de Mari Griffith, paru en 2014.